# Scopula permutata
Scopula permutata là một loài bướm đêm trong họ Geometridae.